# Regal (Möbelstück)

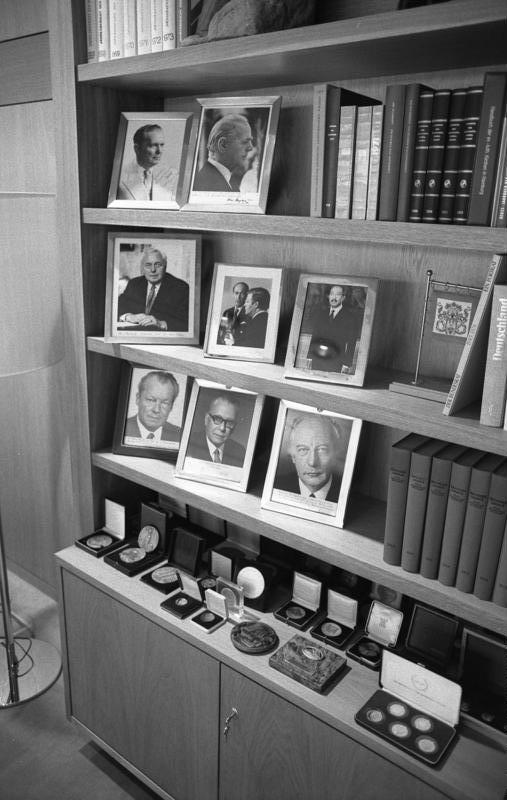
Regal im Arbeitszimmer von Bundeskanzler Helmut Schmidt im Bundeskanzleramt 1976

Ein Regal (v. lat. riga „Reihe“) ist ein Möbelstück bzw. ein Ausrüstungsgegenstand, welcher der Lagerung von Gegenständen aller Art dient. Die Lagerungsfläche entsteht durch waagerechte Böden (Borde, Tablare), die in ein vertikales Gestänge eingehängt oder an der Wand befestigt sind. Im Gegensatz zu Schrank und Vitrine ist es nach vorne komplett offen.

## Besondere Regaltypen

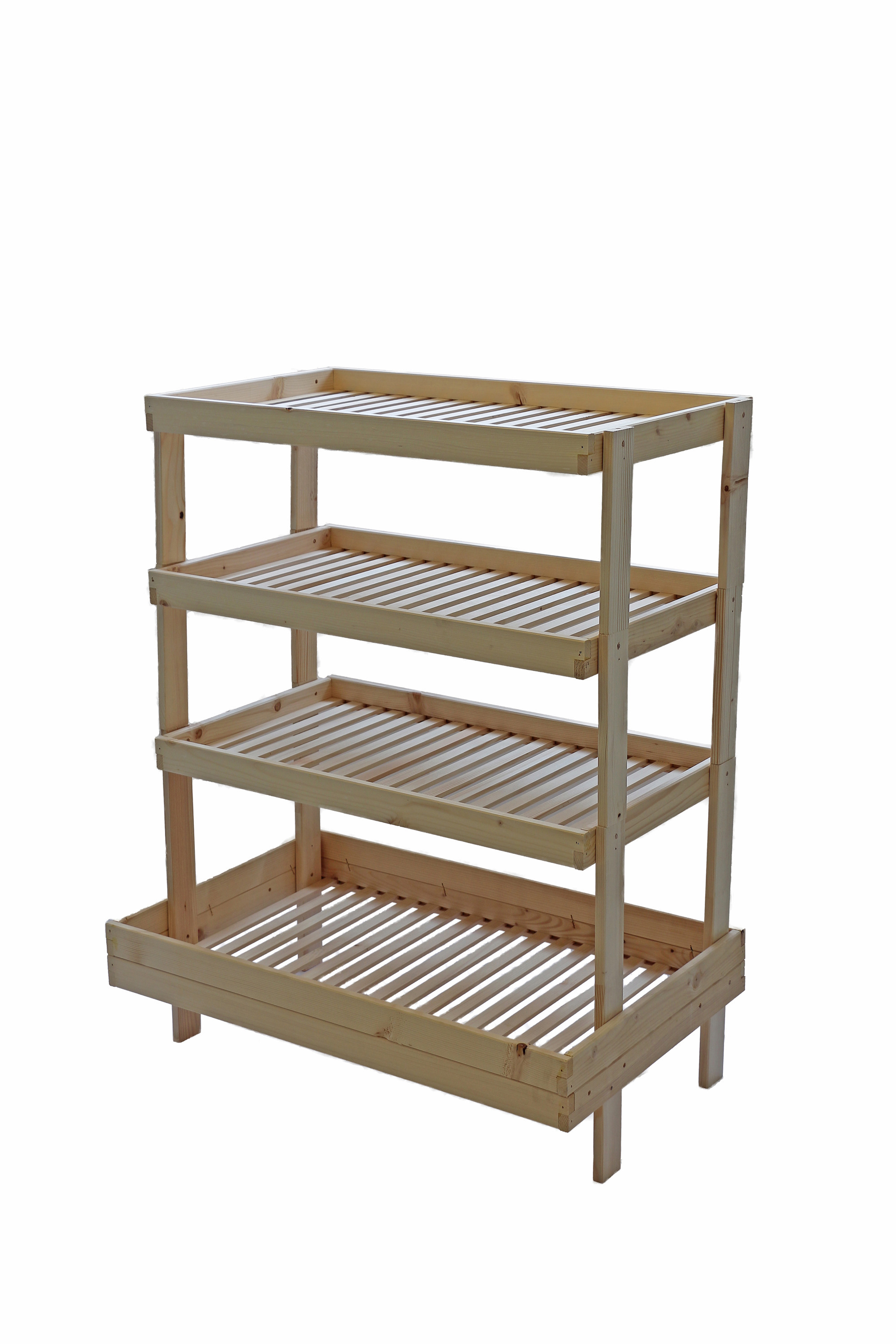
Eine Horde zum Lagern von Obst und Gemüse

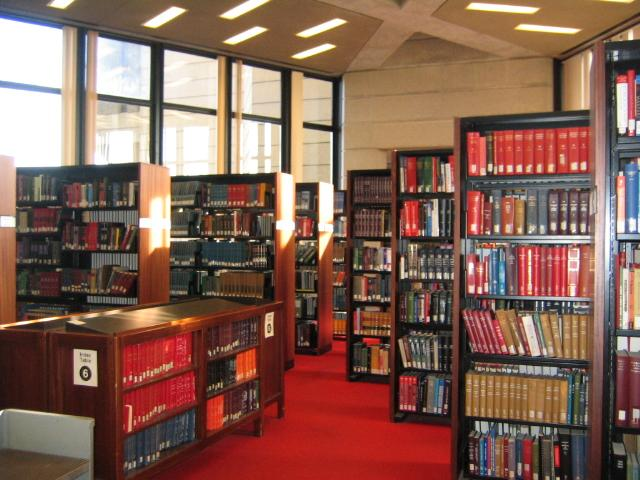
Bücherregale

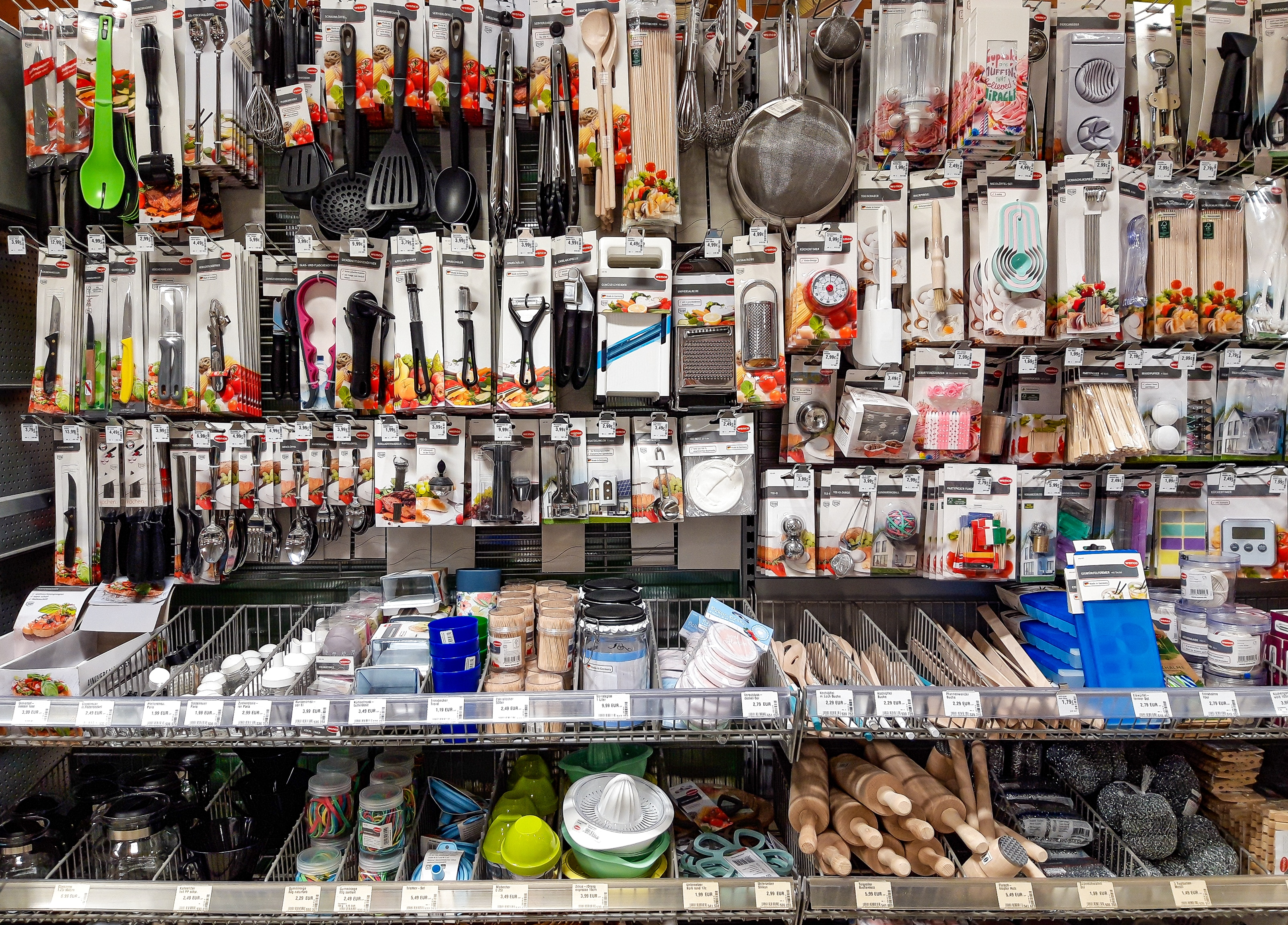
Verkaufsregal im Supermarkt

In der Unternehmenslogistik befasst sich die Lagertechnik mit der Herstellung geeigneter Regaltypen zur Warenlagerung.
Ein Wandregal ist ein Regal, das man meist mit Dübeln, Schrauben oder Haken an der Wand befestigt. Das Möbelstück dient als funktionelle und nützliche Ablagemöglichkeit für Bücher (Bücherregal), Büroutensilien, Küchengegenstände (Küchenregal) oder Gewürze (Gewürzregal), auch schmückende Accessoires. Seine Verwendung sorgt für eine bessere Ausnutzung des Raumangebots in einem Zimmer.
Ein Hochregal ist ein Regal mit einer Höhe von mindestens zwölf Metern.
Rückstellregal und Lipman-Regal sind spezielle Bücherregale für Bibliotheken.
Als Schubladenregal werden Schubladenschränke für den gewerblichen und industriellen Bereich bezeichnet.
Eine Horde (bzw. Hurde in Südwestdeutschland und der Schweiz) ist ein Lagergestell für Obst und Gemüse.
Ein Chigaidana ist ein Präsentations-Regal in traditionellen japanischen Häusern.

## Statik
Die Balkentheorie beschreibt die Verbiegung belasteter Regalböden. Die Biege-Belastbarkeit des Materialquerschnitts wird am besten ausgenutzt, wenn die Böden als durchlaufende Träger nicht an den Enden, sondern an den Bessel-Punkten abgestützt werden.
Eine pauschale Empfehlung sieht vor, 18 mm starke Holzbretter oder Holzwerkstoffplatten bis zu einer Stützweite von 70 cm und 25 mm starke bis zu 90 cm einzusetzen.